# Tweede Kamerverkiezingen 2021/Kandidatenlijst/JA21
De kandidatenlijst voor de Tweede Kamerverkiezingen van 2021 van JA21 werd op 7 januari 2021 bekendgemaakt.

## De lijst
- vet: verkozen
- schuin: voorkeurdrempel overschreden

1. Joost Eerdmans, Rotterdam - 197.637 stemmen
2. Nicki Pouw-Verweij, Maarssen - 16.302
3. Derk Jan Eppink, Den Haag - 2.966
4. Maarten Goudzwaard,[1] Leeuwarden - 1.380
5. Stefan Berlijn, Utrecht - 509
6. Leon Baten, Krimpen aan den IJssel - 782
7. Jan Cees Vogelaar, Lelystad - 5.261
8. Yael Potjer, Utrecht - 398
9. Michiel Hoogeveen, Leiden - 337
10. Maryam Soltani, Moordrecht - 1.278
11. Willem Rutjens, Den Bosch - 803
12. Esther van Schaik, Rotterdam - 2.079
13. Matthijs Sandmann, Rotterdam - 118
14. Thomas Blinde, Roden - 451
15. Eelco van Hoecke, Heikant - 413
16. Mieke Andriese, Zaventem, België - 209
17. Ruud Burlet, Geleen - 904
18. Johan Almekinders, Enschede - 760
19. Gert-Jan Ransijn, Zeewolde - 132
20. Wouter Weyers, Zeist - 114
21. Swier Copinga, Groningen - 519
22. Elly Mulder, Leiden - 359
23. Ronald Zoutendijk, Wassenaar - 73
24. Simon Ceulemans, Rotterdam - 55
25. Loek van Wely, Oss - 301
26. Roy Blijlevens, Hulsberg - 414
27. Xander Eversdijk, Hulst - 194
28. Rob Roos, Poortugaal - 222
29. Ronald Sörensen, Rotterdam - 254
30. Annabel Nanninga, Amsterdam - 11.396

2021 · 2023
VVD · PVV · CDA · D66 · GroenLinks · SP · PvdA · ChristenUnie · Partij voor de Dieren · 50PLUS · SGP · DENK · FVD · BIJ1 · JA21 · Code Oranje · Volt · NIDA · Piratenpartij · LP · JONG · Splinter · BBB · NLBeter · LHK · OPRECHT · JEZUS LEEFT · TROTS · UCF · Lijst 30 · PvdE · DFP · VSN · WZNL · Modern Nederland · De Groenen · PvdR